# Alegro

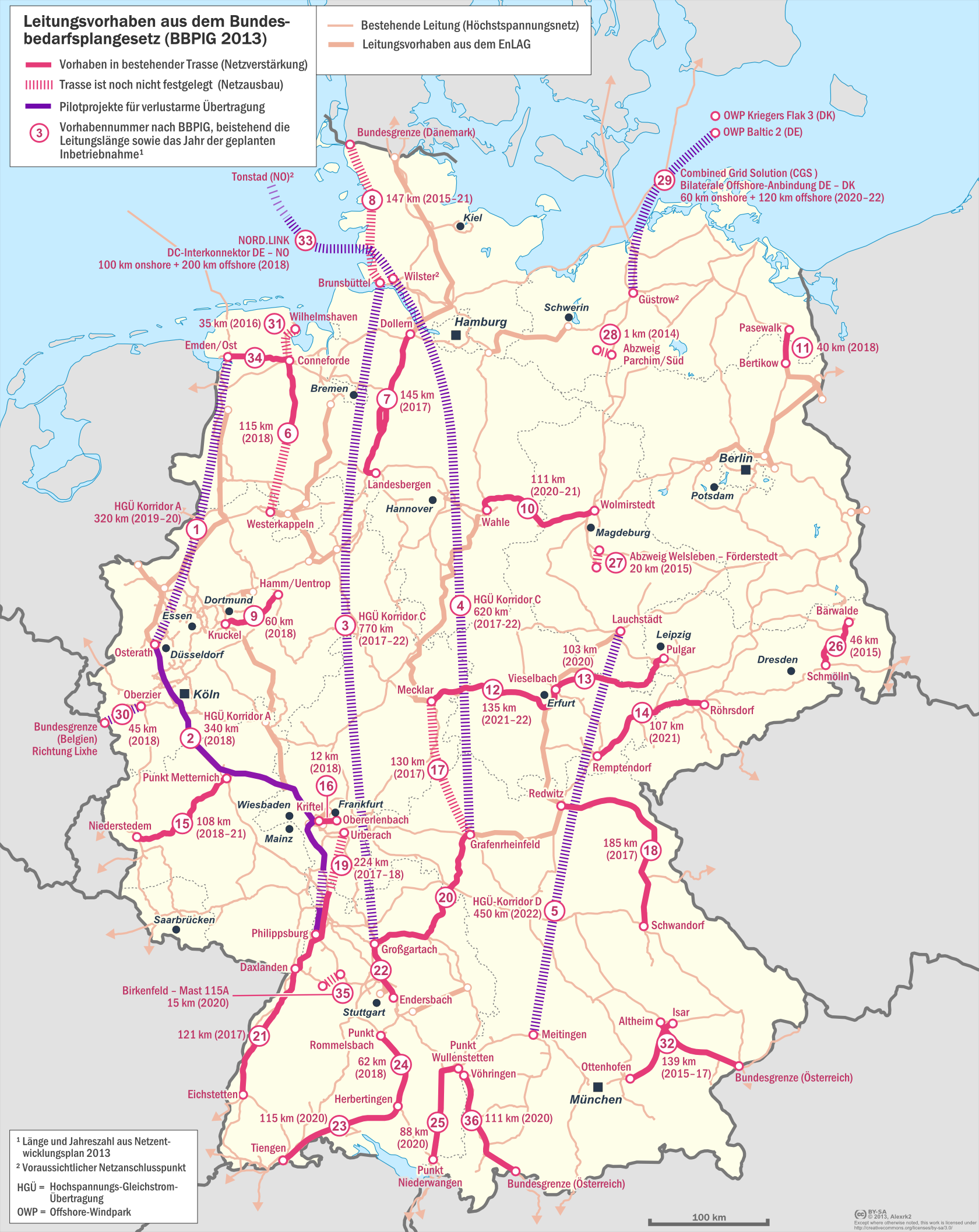
Karta över utbyggnadsplaner av elnätet i Tyskland från 2013. Alegro är markerat med numret 30.

Alegro, även skrivet ALEGrO som akronym av Aachen Liège Electricity Grid Overlay är en 90 km lång markkabel för högspänd likström mellan Tyskland och Belgien i drift sedan 2020.

## Allmänt

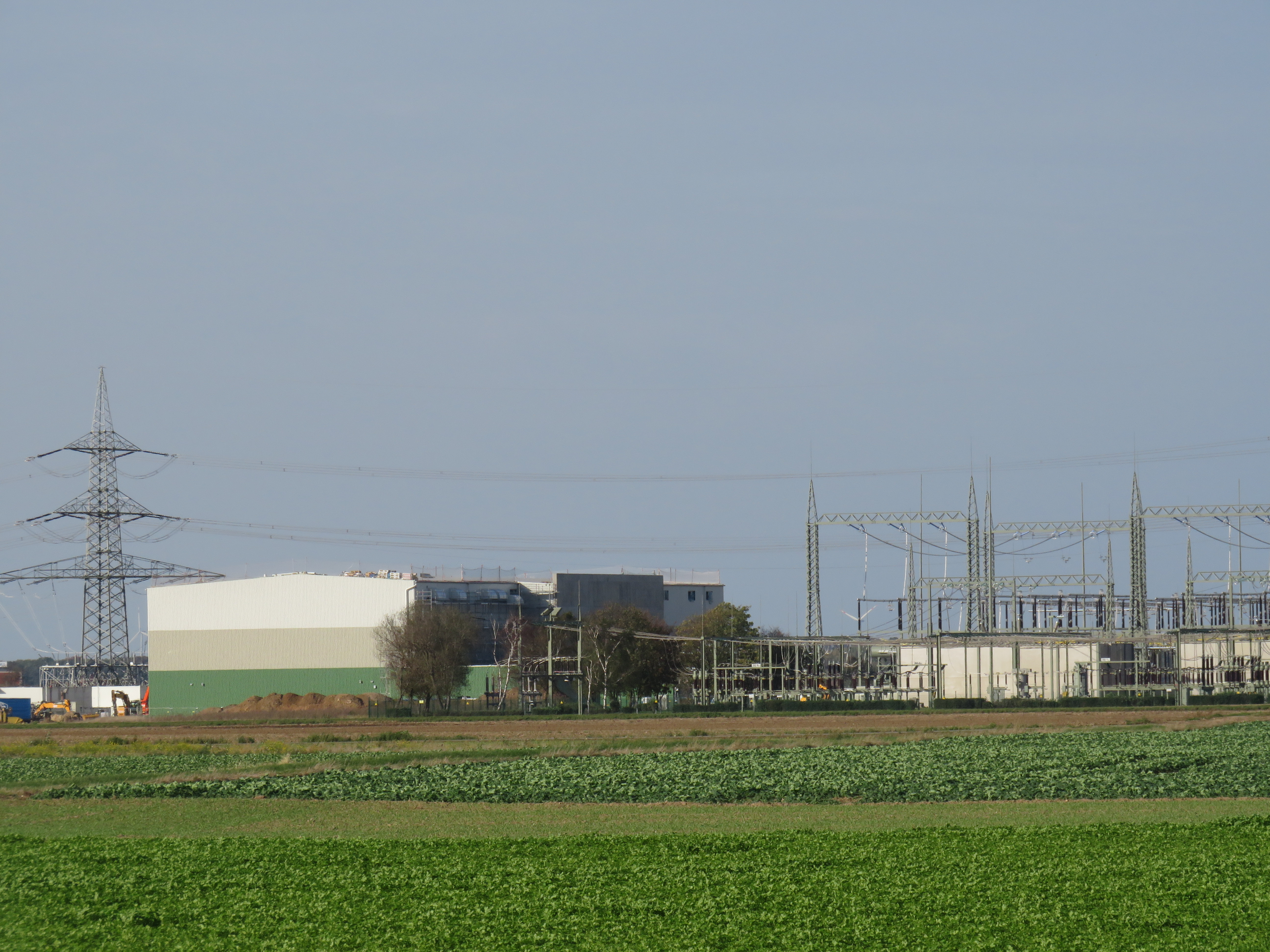
Omriktarstationen i Oberzier.

Allegro är det första högspänningsförbindelsen mellan elnäten i Tyskland och Belgien. Den går från Oberzier(de) i Düren i Nordrhein-Westfalen till Lixhe(fr), en del av Visé i provinsen Liège. På dessa platser finns det omriktarstationer med IGBT:er.
Den kan överföra 1000 MW med en spänning på 320 kV. Av de 90 kilometrarna, ligger 40 i Tyskland, huvudsakligen längs motorvägarna A4 och A44.
Förbindelsen togs upp av Europeiska kommissionen 2017 som en del av den prioriterad korridoren Sammanlänkningar för el i nord-sydlig riktning i västra Europa. Den förekommer också i den tyska planeringen som projekt 30 enligt den tyska lagen om behov på riksnivå(de).
Projektet drevs av stamnätsföretagen Amprion(de) och Elia(nl). Kostnaden var runt 550 miljoner euro. Bygget påbörjades oktober 2018 och förbindelsen togs i drift den 18 november 2020.